# Lubomír Glos

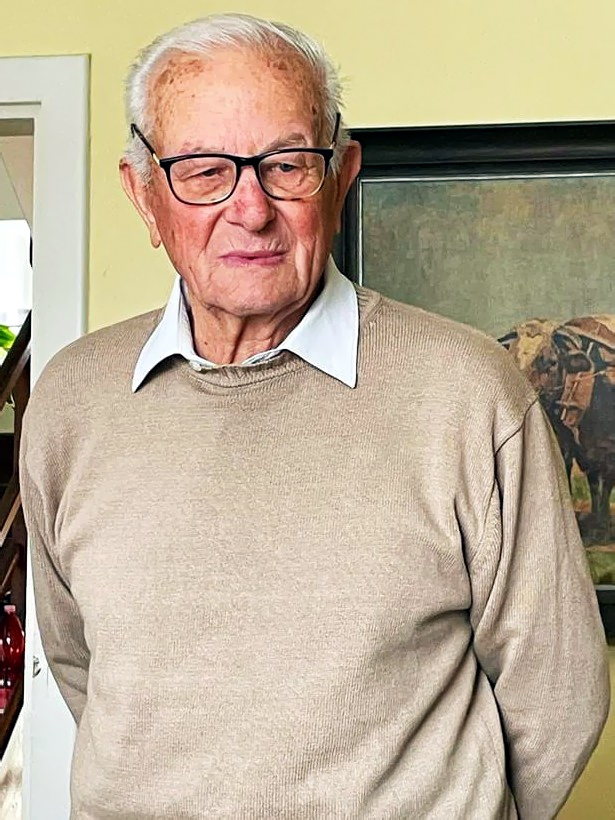
Lubomír Glos v den svých 90. narozenin

Lubomír Glos (* 19. listopadu 1933 Brno, Československo) je šlechtitel a odborník v oborech vinařství a vinohradnictví. Působí v Moravské Nové Vsi. Vyšlechtil několik odrůd vinné révy vhodných pro klimatické podmínky vinařské oblasti Morava, mimo jiné Cabernet Moravia a Fratava.

## Život a působení
Narodil se 19. listopadu 1933 v Brně. V letech 1949–1952 studoval ve Valticích, nejdříve na Zemědělské učňovské škole, dále pokračoval na Střední škole rolnicko-ovocnické. V roce 1964 maturoval tamtéž na Střední zemědělské technické škole.
Glos začal nejprve pracovat v roce 1952 v Lednici na Školním statku Vysoké školy zemědělské (VŠZ) jako vinař a ovocnář. V letech 1953–1955 pracoval jako dělník a technik ve Vinařských závodech ve Velkých Bílovicích. Od roku 1957 do roku 1963 pracoval jako dělník na pile v Moravské Nové Vsi. V roce 1964 nastoupil do JZD Moravská Nová Ves, jako vinař a ovocnář, kde působil až do roku 1982, kdy přestoupil do JZD v Břeclavi na místo vedoucího vinařství. V roce 1990 začal pracovat ve vědecko-výzkumném sdružení Resistant v Břeclavi. Cílem sdružení, ve kterém Glos spolupracoval s nestorem moderního českého vinařství profesorem VŠZ v Brně Vilémem Krausem starším, bylo rozvinout šlechtění interspecifických odrůd pro podmínky jihomoravské vinařské oblasti. V roce 1992 založili manželé Lubomír a Helena Glosovi se svou rodinou soukromé Vinařství Glosovi. Při resistentním šlechtění odrůd révy vinné spolupracuje Glos od roku 1994 také s Milošem Michlovským a jeho společností Vinselekt Michlovský.
V roce 1975 vyšlechtil Lubomír Glos moštovou odrůdu vinné révy Cabernet Moravia, a to křížením odrůd Zweigeltrebe a Cabernet Franc. Je to první odrůda kabernetového typu, vyšlechtěná v Československu, která je právně chráněná. Jedná se o pozdně dozrávající, výnosnou odrůdu, která je odolná proti plísni šedé (Botrytis cinerea). Do Státní odrůdové knihy České republiky byla zapsána v roce 2001. Na Slovensku registrovaná není. Ve vinařské oblasti Morava se poměrně rychle rozšířila, pěstuje se v okolí Brna, v Mutěnicích, na Bzenecku, v Podluží i ve Slovácké vinařské podoblasti. Celkově byla vysazena v roce 2010 na 212 hektarech. Podíl vinic s touto odrůdou v České republice v roce 2010 činil 1,2 %. 
Další odrůda vinné révy, kterou Glos samostatně vyšlechtil, je Fratava (1973), a to křížením odrůd Frankovka a Svatovavřinecké. Dále se podílel na vzniku odrůdy Laurot.
Lubomír Glos je také znalcem vín. Je členem řady zájmových spolků, mj. sdružení Collegium Vinitorum. Ve Sdružení vinařů ČR byl členem předsednictva. V roce 2022 vyslovil názor, že do Česka dovážená tzv. cisternová vína, která kryjí značnou část domácí spotřeby, nemají dobrou kvalitu. Podle něj by byl zapotřebí zákon na podporu domácího vinařství srovnatelný se zákonem, který byl schválen v sousedním Rakousku.